# Lebbeke
Lebbeke – miejscowość i gmina (gemeente) w północnej Belgii, w Regionie Flamandzkim, w prowincji Flandria Wschodnia, w okręgu Dendermonde. Populacja gminy wynosi 20 059 osób (1 stycznia 2024).

## Podział administracyjny
W skład gminy wchodzą dwie dzielnice (deelgemeente):
- Denderbelle
- Wieze

## Osoby

### urodzone w Lebbeke
- Jean-Marie Pfaff, były bramkarz Bayernu Monachium.